# Pupava obecná

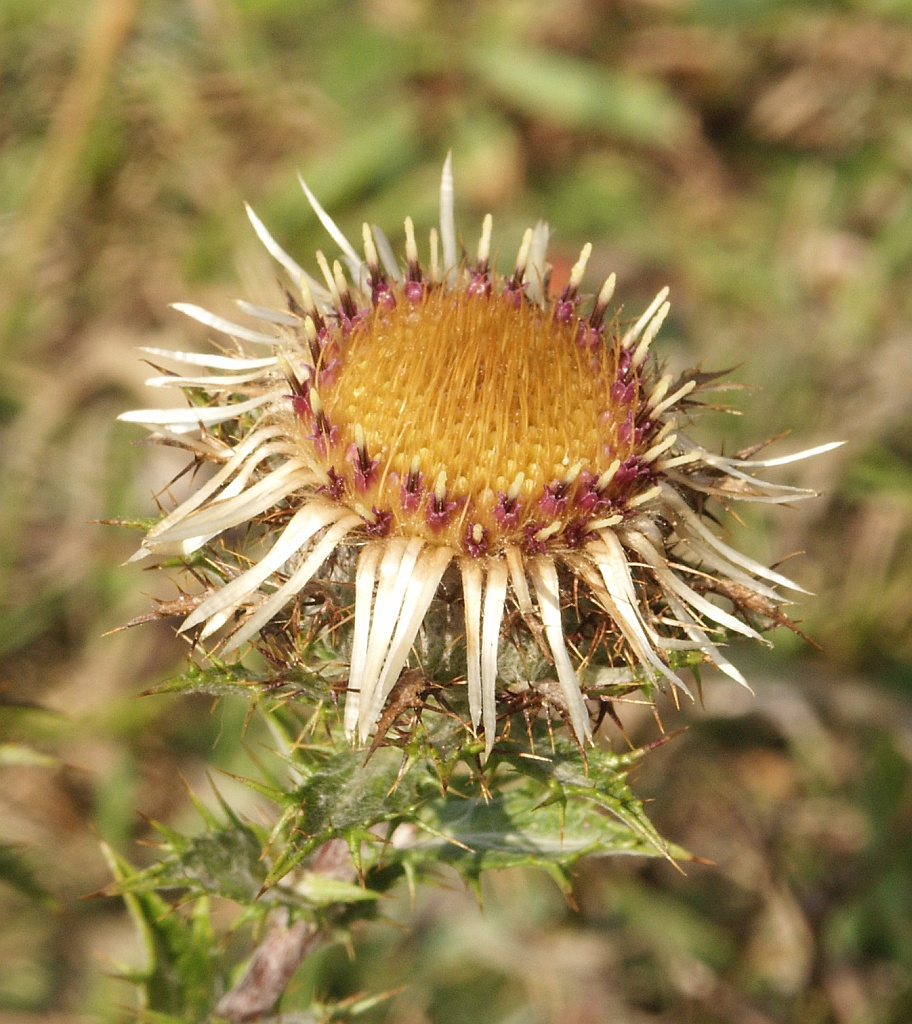
Úbor s květy a zákrovem

Pupava obecná (Carlina vulgaris) je nevysoká, krátce vytrvalá, planě rostoucí rostlina připomínající bodlák. Je to druh z rodu pupava, který roste na sušších a slunných místech. Rozšířena je téměř v celé Evropě (na severu až po jižní Skandinávii), v Malé Asii a dále přes Rusko až po Ural a okolí Kavkazu. V České republice se vyskytuje roztroušeně až hojně na většině území, v minulosti byla pěstována v zahradách a místy kolem lidských sídel zplaněla.

## Ekologie
Vyskytuje se na pastvinách, mezích, v křovinatých stráních, opuštěných lomech a po okrajích lesů, často si vybírá místa s narušenou půdou. Nejčastěji roste na kamenitých až hlinitých, suchých půdách, spolehlivě kvete jen na plně osluněném stanovišti. Odkvetlé rostliny si většinou dlouho zachovávají stále stejný vzhled.
Pupava obecná je považována za krátkověkou, monokarpickou, dvouletou až víceletou bylinu. Nástup kvetení není určen věkem rostliny, ale velikostí listové růžice, která závisí na okolních podmínkách. Rostliny tak mohou kvést v druhém nebo až v dalším roce.

## Popis
Bylina s lodyhou vysokou 20 až 50 cm, jednoduchou nebo v horní části chudě rozvětvenou a s hlubokým, ztlustlým hlavním kořenem. Lodyha, v mládí načervenalá a řídce plstnatě vlnatá, vyrůstá z listové růžice. Listy jsou kožovité a mírně zprohýbané, peřenolaločné až peřenosečné, přerušovaně až pravidelně osténkatě zubaté a často na rubu pavučinatě vlnaté. Listy v růžici jsou řapíkaté, podlouhle kopinaté, 8 až 15 cm dlouhé, 1 až 2 cm široké a v době květu bývají již většinou suché. Lodyžní listy jsou vejčitě podlouhlé, 2 až 6 cm velké, objímavou bázi přisedlé a na vrcholu špičaté. Listy bývají tvarově i velikostně hodně variabilní.
Na konci lodyžních větví (obvykle dvou až pěti) vyrůstají květní úbory mající v průměru 1 až 2 cm. Na květním lůžku s plevkami rostou pouze drobné oboupohlavné kvítky. Mají špinavě žlutobílé a v horní části červenofialové, trubkovité, pěticípé koruny obsahující po pěti tyčinkách a pestík s jednou bliznou. Jazykovité kvítky v úboru nejsou.
Vnější listeny zákrovu, 10 až 25 mm dlouhé, jsou zelené, čárkovité až kopinaté, ostnitě zubaté a podobají se horním listům lodyhy. Vnitřní listeny, asi 15 mm dlouhé, jsou úzce čárkovité, bílé až žlutavé a zespod nahnědlé, jsou hydroskopické a při vlhkem počasí se ohýbají dovnitř a tvoří nad lůžkem stříšku. Kvetou od července do září, opylovány jsou létajícím hmyzem. Plodem je huňatá, podlouhlá nažka, asi 4 mm velká, která zůstává po dozrání ještě nějakou dobu v úboru. Nažka má jednořadý, pérovitý chmýr až 1 cm dlouhý, který snadno odpadává společně s výkrojkem z vrcholku nažky.
Semena (nažky) obvykle klíčí v teplém jarním období, od dubna do června, klíčivost si podržují jen po krátkou dobu.

## Význam
V léčitelství se používá kořen „Radix carlinae“, který působí močopudně a potopudně, zlepšuje činnost ledvin, vylučování odpadních látek z těla, příznivě působí při zánětu močových cest i prostaty, léčí plísňová onemocnění pokožky a zlepšuje chuť k jídlu. Kořen se suší a drtí, droga se podává formou odvaru.

## Galerie

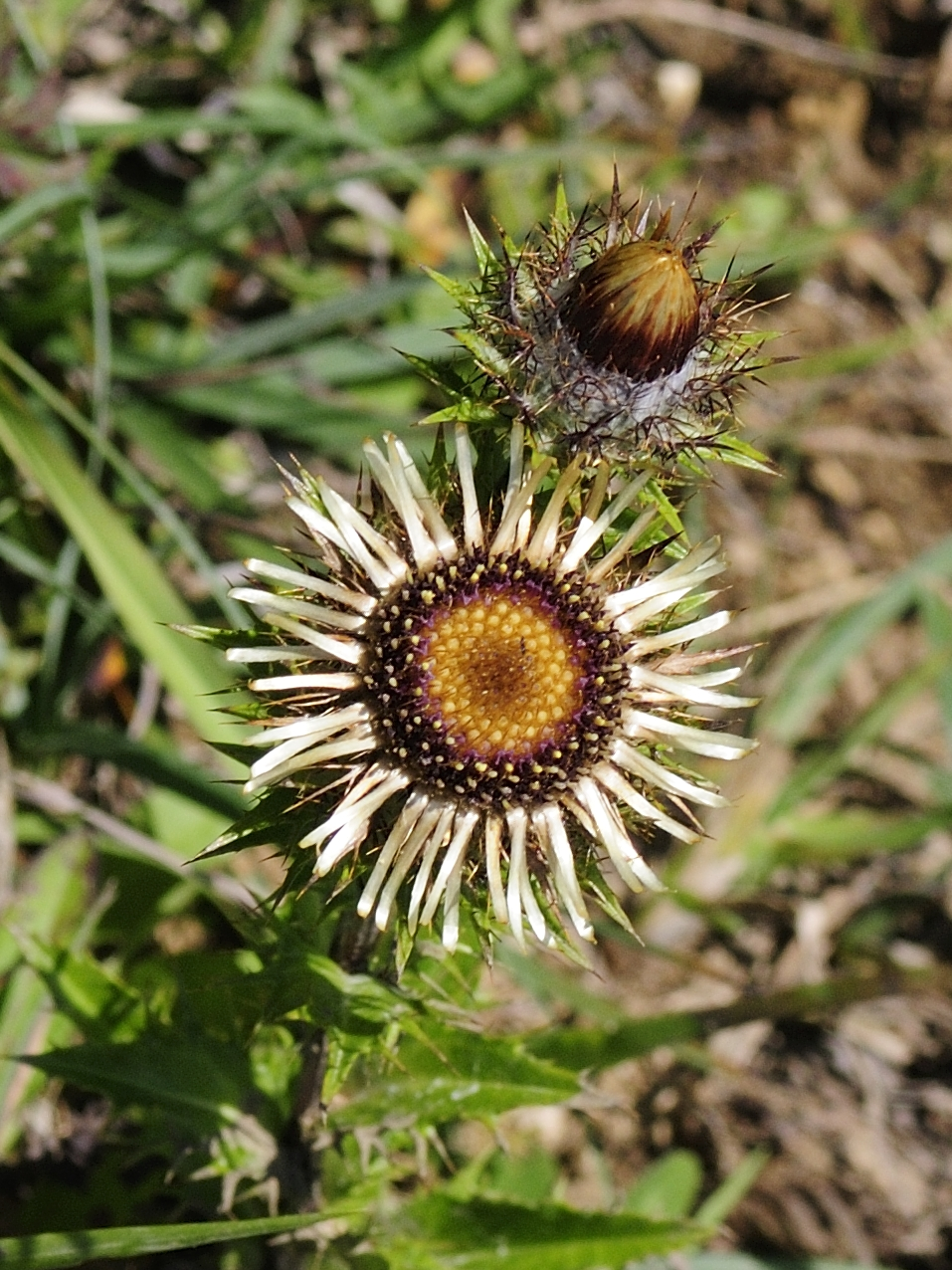
Zavřený a otevřený úbor
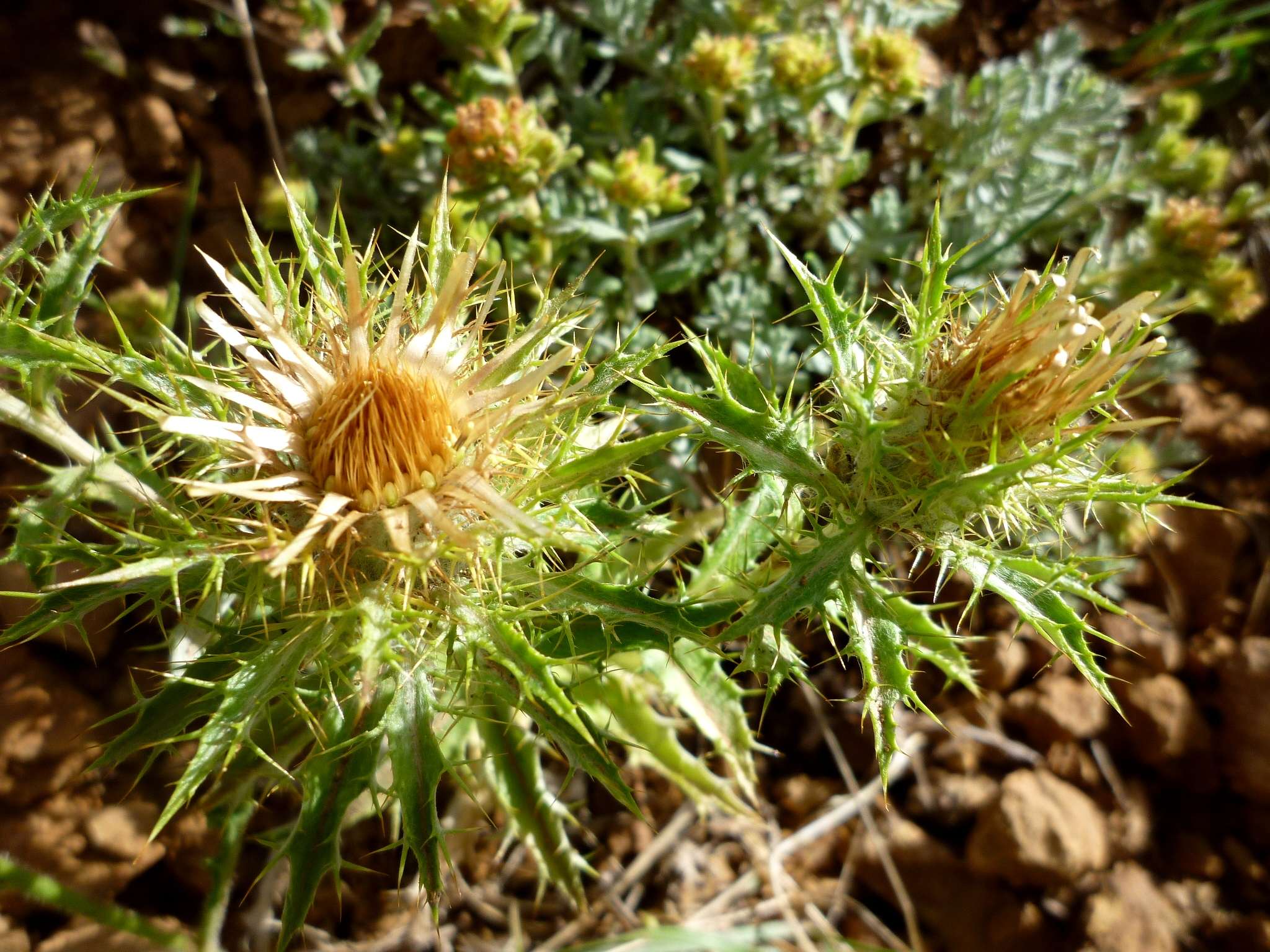
Zelenavé vnější listeny
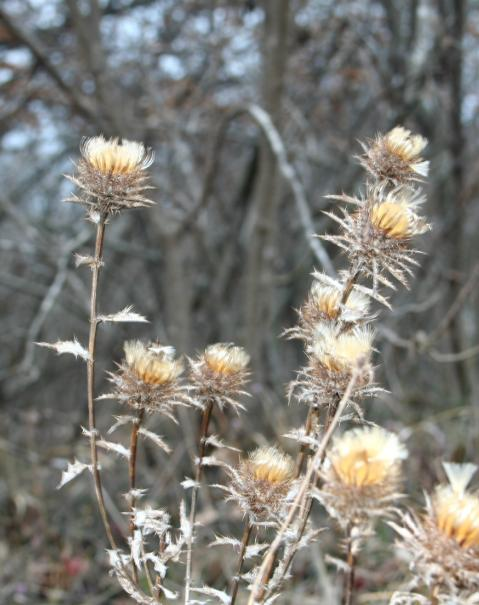
Odkvetlé úbory s nažkami
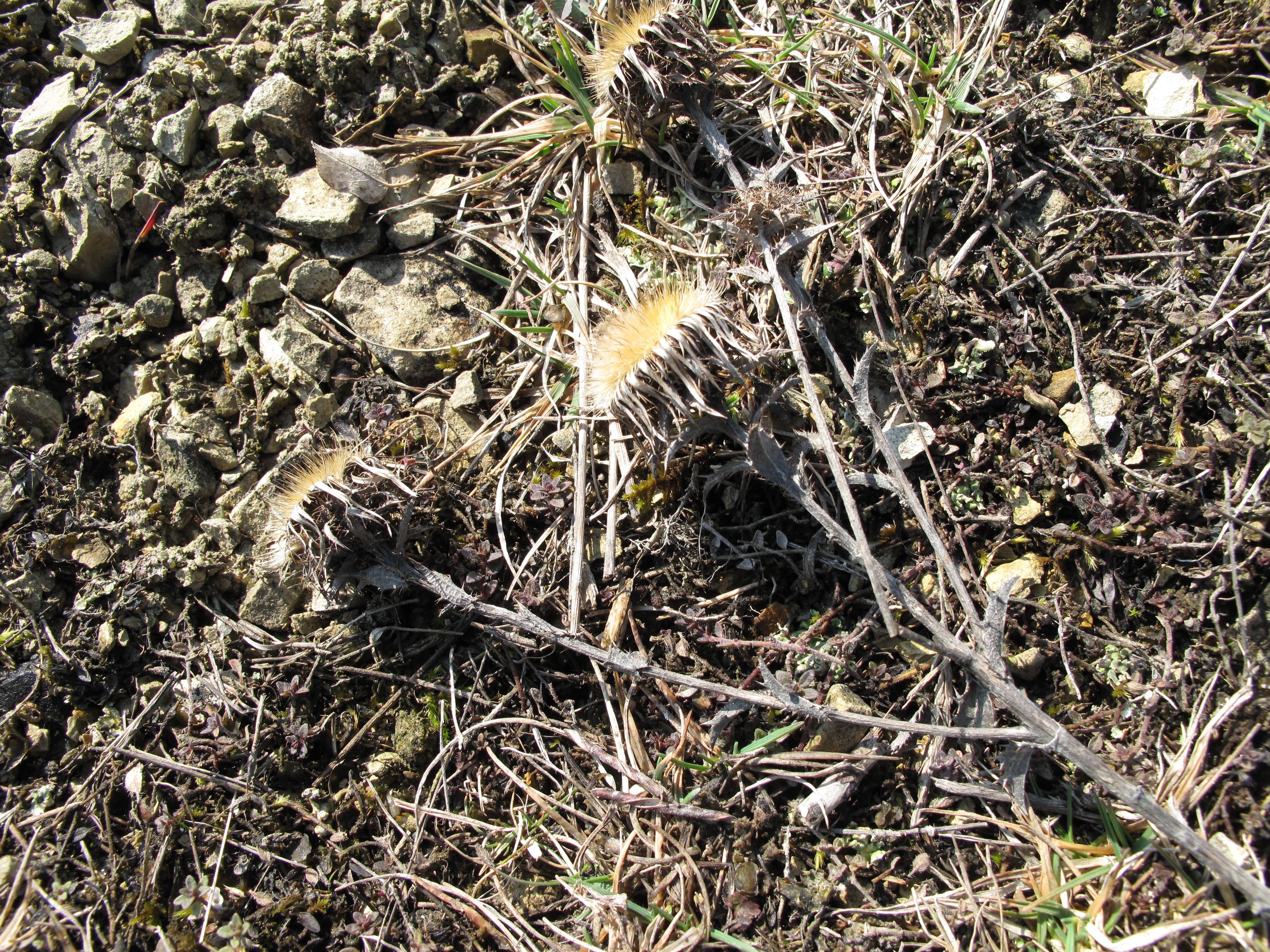
Suchá rostlina